# Украинци в Канада
Украинците в Канада (на украински: українці Канади) са 11-та по численост етническа група в Канада. Според преброяването на населението през 2016 г. броят на хората определили се за украинци е 1 359 655 души, или 3,94% от населението на страната.

## История

### Преселения
Според архивни материали някои украинци идват в Канада през първите десетилетия на 19 век, като войници – швейцарски наемници, които защитават канадските владения от американско нападение по време на англо-американската война от 1812 г. Преселенията до 1891 г. са редки и на етапи, и така те са асимилират в чуждата среда. Масовото изселване на украинци към Канада започва в края на 19 век, когато канадското правителство активно насърчава широкомащабната емиграция от Южна, Централна и Източна Европа.
Първите украинци в Канада са Иван Пилипив и Васил Елиняк от село Небилов (днес в Рожнятовски район, Ивано-Франкивска област, където е издигнат паметник в тяхна чест) пристигат в Канада с парахода Орегон на 19 септември 1891 г. С пристигането им започва потокът от украински имигранти към девствените земи на Канада. През 1892 г. Иван Пилипив и Васил Елиняк улесняват заселването на няколко семейства от Украйна в Канада, които създават първото и най-голямо селище на украинци в Канада – Една Стар, провинция Албърта.
За инициатор на масовата миграция на украинци в Канада се смята Йосип Олесков, известен популяризатор на емиграцията от Галиция и Буковина в края на 1890-те години. През 1895 г. той посещава Канада и е очарован от нейните възможности за развитие на земеделието. Неговите публични лекции и брошури „За свободните земи“, „За емиграцията“ насърчават много селяни, предимно от Галиция, Буковина и Закарпатието, да пътуват до девствените земи на Канада. Първата вълна на масова имиграция продължава до 1914 г. (началото на Първата световна война). Обхващайки около 170 000 души, с което се образува украинска етническа група в Канада и канадска регионална версия на украинския език.

### Вълни на емиграция / имиграция
- 1812–1890 г. – период на единични и поетапни случаи на имиграция на украинци;
- 1891–1914 г. – „първа вълна“ на масова трудова имиграция и образуване на украинско етническо малцинство;
- 1920–1941 г. – „втора вълна“ на масова трудова имиграция и консолидацията на етническите групи;
- 1950–1960 г. – „трета вълна“ на имиграция от разселени лица;
- 1960–1991 г. – развитие на украинската етническа група в Канада, при липса на миграция от Украйна.

При първата вълна на емиграция преобладават социално-икономическите мотиви, във втората има съчетание на социално-икономически и политически причини, при третата преобладават политическите мотиви.
Численост на украинците в Канада:
- 1911 г. – 75 хил. д.
- 1921 г. – 107 хил. д.
- 1931 г. – 225 хил. д.
- 1941 г. – 306 хил. д.
- 1951 г. – 395 хил. д.
- 1961 г. – 473 хил. д.
- 1981 г. – 530 хил. д. (754 хил. д., вкл. лица от смесен произход)
- 1986 г. – 420 хил. д. (961 хил. д.)
- 2006 г. – 301 хил. д. (1209 хил. д.)
- 2016 г. – 274 хил. д. (1359 хил. д.)

## Разположение
Численост и дял на украинците в Канада по провинции и територии, според преброяването през 2011 г.:
| Провинция или територия | Население | Украинци | Дял    |
| ----------------------- | --------- | -------- | ------ |
| Манитоба                | 1133510   | 167175   | 14,7 % |
| Саскачеван              | 953850    | 129265   | 13,6 % |
| Албърта                 | 3256355   | 332180   | 10,2 % |
| Юкон                    | 30195     | 1620     | 5,4 %  |
| Британска Колумбия      | 4074385   | 197265   | 4,8 %  |
| Северозападни територии | 41060     | 1445     | 3,5 %  |
| Онтарио                 | 12028895  | 336355   | 2,8 %  |
| Нова Скотия             | 903090    | 7500     | 0,8 %  |
| Нунавут                 | 29325     | 155      | 0,5 %  |
| Квебек                  | 7435905   | 31955    | 0,4 %  |
| Ню Брънзуик             | 719650    | 2455     | 0,3 %  |
| Остров Принц Едуард     | 134205    | 780      | <0,1 % |
| Нюфаундленд и Лабрадор  | 500610    | 945      | <0,1 % |

Численост и дял на украинците в главните градове на Канада:
| Град                           | Население | Украинци | Процент на украинците (от общото население) | Процент от всички украинци в Канада |         |         |       |     |     |
| ------------------------------ | --------- | -------- | ------------------------------------------- | ----------------------------------- | ------- | ------- | ----- | --- | --- |
| Град                           | Население | Украинци | Процент на украинците (от общото население) | Процент от всички украинци в Канада | Калгари | 1096833 | 81660 | 7,4 | 6,5 |
| Едмънтън                       | 812201    | 93420    | 11,4                                        | 7,5                                 |         |         |       |     |     |
| Хамилтън                       | 519949    | 17770    | 3,4                                         | 1,4                                 |         |         |       |     |     |
| Монреал                        | 1612640   | 14070    | 0,9                                         | 1,1                                 |         |         |       |     |     |
| Отава                          | 883391    | 21675    | 2,4                                         | 1,7                                 |         |         |       |     |     |
| Риджайна                       | 189740    | 25005    | 13,2                                        | 2,1                                 |         |         |       |     |     |
| Саскатун                       | 218315    | 35795    | 16,5                                        | 2,8                                 |         |         |       |     |     |
| Торонто                        | 2576025   | 64875    | 2,5                                         | 5,2                                 |         |         |       |     |     |
| Ванкувър (Метрополия Ванкувър) | 2280700   | 84640    | 3,7                                         | 6,7                                 |         |         |       |     |     |
| Виктория                       | 78057     | 4040     | 5,1                                         | 0,3                                 |         |         |       |     |     |
| Уинипег                        | 649995    | 98860    | 15,2                                        | 7,8                                 |         |         |       |     |     |

## Език
След приемането на първия закон за двуезични учебни програми в Албърта през 1971 г., училищата в Западна Канада предлагат украинско-английски двуезични учебни програми. По-късно подобни закони се въвеждат в Саскачеван и Манитоба.
Украинският език в Канада, с вековната си история на автономно развитие от Украйна, се изучава от такива украински институти като Канадския институт за украински изследвания в Едмънтън.

## Изкуство
Сред украинската общност и извън нея посещението на украински танцови групи е популярно забавление, особено за децата. Съществуват модерни професионални ансамбли: „Шумка“, „Русалка“, и други десетки самодейни състави.
Изкуството на боядисване на великденски яйца – което в Канада се нарича „украински великденски яйца“ (на английски: Ukrainian easter eggs), става все по-популярно сред обществото в Канада. Най-голямото великденско яйце в света се намира в град Вегревил, Албърта.

### Музика
Музикални изпълнители са бандуристът Виктор Мишалов, Канадската капела на бандуристите, акордеонистът Роман Когут и група Буря, Алексис Кохан. Сред рок музикантите по известни са „Худі а моцні“ и „Вапняки під голим небом“. Една от най-известните канадски поп певици от украински произход е Тереза Сокирка.